# لی پینگ
لی پینگ (زاده ۱۵ سپتامبر ۱۹۸۸) یک وزنه‌بردار چینی است.

## نتایج
| سال                 | مکان                     | وزن          | یک‌ضرب (کیلوگرم) | یک‌ضرب (کیلوگرم) | یک‌ضرب (کیلوگرم) | یک‌ضرب (کیلوگرم) | دوضرب (کیلوگرم) | دوضرب (کیلوگرم) | دوضرب (کیلوگرم) | دوضرب (کیلوگرم) | مجموع        | رتبه         |
| سال                 | مکان                     | وزن          | ۱               | ۲               | ۳               | رتبه            | ۱               | ۲               | ۳               | رتبه            | مجموع        | رتبه         |
| قهرمانی جهان        | قهرمانی جهان             | قهرمانی جهان | قهرمانی جهان    | قهرمانی جهان    | قهرمانی جهان    | قهرمانی جهان    | قهرمانی جهان    | قهرمانی جهان    | قهرمانی جهان    | قهرمانی جهان    | قهرمانی جهان | قهرمانی جهان |
| ------------------- | ------------------------ | ------------ | --------------- | --------------- | --------------- | --------------- | --------------- | --------------- | --------------- | --------------- | ------------ | ------------ |
| ۲۰۰۵                | دوحه، قطر                | ۵۳ کیلوگرم   | ۹۴              | 98              | ۹۸              | 2               | ۱۲۳             | ۱۲۶             | 131             | 1               | ۲۲۴          | 1            |
| ۲۰۰۷                | چیانگ مای، تایلند        | ۵۳ کیلوگرم   | ۹۳              | 96              | 96              | 3               | ۱۲۰             | ۱۲۶             | 131             | 1               | ۲۱۹          | 1            |
| بازی‌های آسیایی      |                          |              |                 |                 |                 |                 |                 |                 |                 |                 |              |              |
| 2006                | دوحه، قطر                | ۵۳ کیلوگرم   | ۹۳              | 98              | ۹۸              | ۱               | ۱۲۳             | ۱۲۶             | 129             | ۱               | ۲۲۴          | 1            |
| ۲۰۱۰                | گوانگ‌ژو، جمهوری خلق چین  | ۵۳ کیلوگرم   | ۹۶              | ۱۰۰             | ۱۰۳             | ۱               | ۱۲۳             | ۱۲۷             | 130             | ۱               | ۲۳۰          | 1            |
| قهرمانی آسیا        |                          |              |                 |                 |                 |                 |                 |                 |                 |                 |              |              |
| ۲۰۰۷                | تایان، جمهوری خلق چین    | ۵۳ کیلوگرم   | ۹۶              |                 |                 | 2               | ۱۲۹             |                 |                 | 1               | ۲۲۵          | 1            |
| ۲۰۱۱                | تانگلینگ، جمهوری خلق چین | ۵۳ کیلوگرم   | ۹۰              | 95              | 95              | 1               | ۱۲۰             | ۱۲۵             | 128             | 1               | ۲۱۵          | 1            |
| ۲۰۱۵                | استان پوکت، تایلند       | ۵۸ کیلوگرم   | 100             | ۱۰۰             | 103             | 2               | 126             | ۱۲۶             | 130             | 1               | ۲۲۶          | 1            |
| قهرمانی جوانان جهان |                          |              |                 |                 |                 |                 |                 |                 |                 |                 |              |              |
| ۲۰۰۵                | بوسان، کره جنوبی         | ۵۳ کیلوگرم   | ۸۵              | ۹۰              | 93              | 1               | ۱۱۲             | ۱۱۷             | 120             | 1               | ۲۰۷          | 1            |